# Dome F

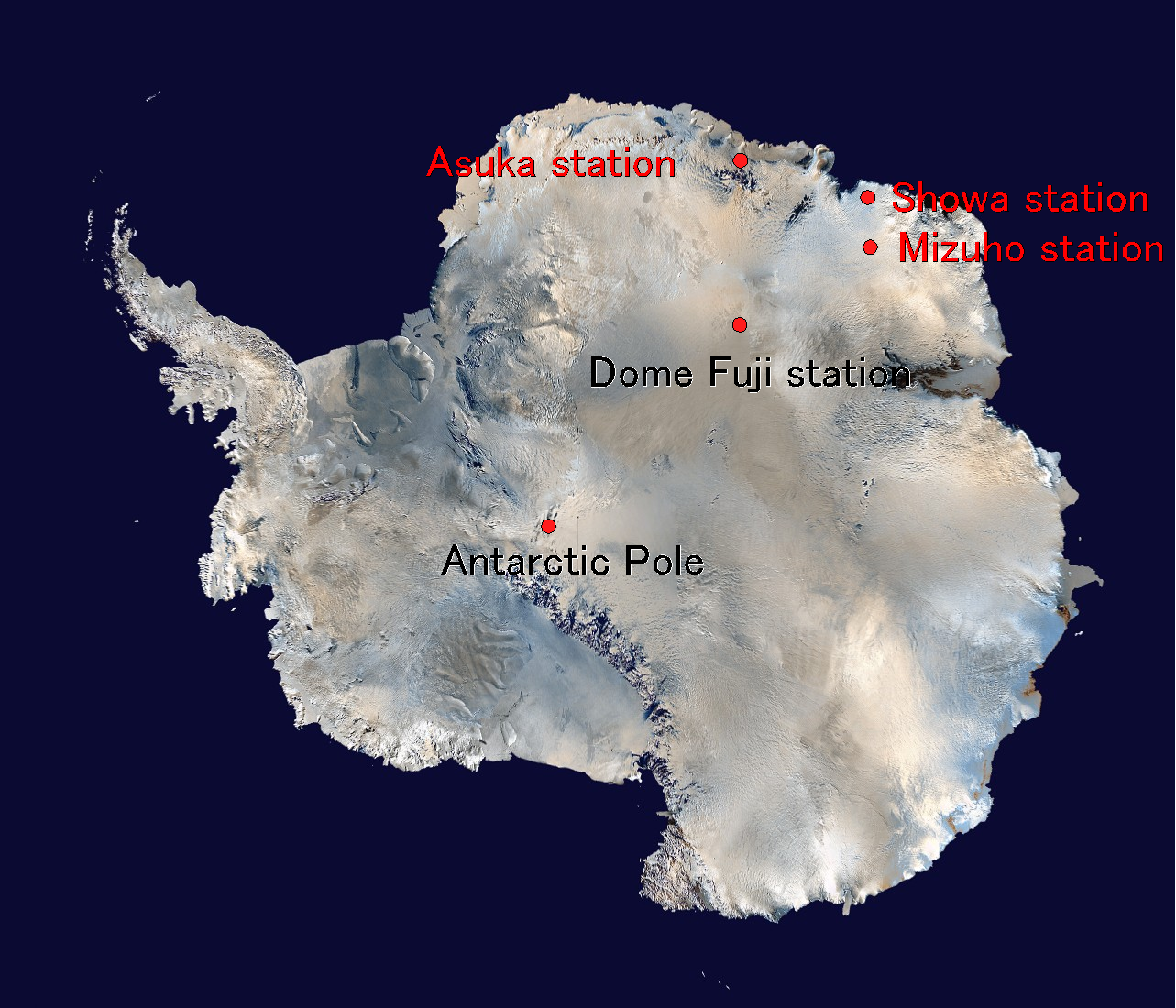
Japanse Poolstations

Dome F, ook bekend als Dome Fuji (Japans: ドームふじ), Valkyrie Dome of Valkyrjedomen, is gelegen in het oosten van Koningin Maudland. Met een hoogte van 3.810 m boven de zeespiegel is het de op een na hoogste top of ijskoepel van de Oost-Antarctische ijskap en vormt een ijsscheiding.

## Dome Fuji Station
Op Dome F bevindt zich het Dome Fuji station, een door Japan beheerd onderzoeksstation.
Dome Fuji Station werd opgestart als Dome Fuji observatiebasis in januari 1995. Op 1 april 2004 werd de naam veranderd in "Dome Fuji Station". Het station ligt op ongeveer 1.000 km van Showa Station op de coördinaten 77° 19'S 39° 42'E.
Onderzoek in het Dome Fuji Station richt zich op glaciologie.